# راي مارتن (لاعب بلياردو أمريكي)
راي مارتن (بالإنجليزية: Ray Martin)‏ هو لاعب بلياردو أمريكي ‏ أمريكي، ولد في 1936.